# Birds of Prey (film)
Birds of Prey (eng. originaltitel Birds of Prey and the Fantabulous Emancipation of One Harley Quinn) är en amerikansk superhjältefilm från 2020, baserad på DC Comics tidningsserie med samma namn. Filmen är regisserad av Cathy Yan, med manus skrivet av Christina Hodson. Det är den åttonde delen i filmfranchisen DC Extended Universe.
Filmen hade premiär i USA och Sverige den 7 februari 2020, utgiven av Warner Bros. Filmen fick beröm av kritiker för sin visuella stil, Yans regi och presentationerna av Margot Robbie och Ewan McGregor men kritik för Hodsons manus.

## Handling
Sedan händelserna i Suicide Squad har Harley Quinn lämnat Jokern. När Roman Sionis, en narcissistisk brottsherre känd som Black Mask, kidnappar en ung flicka som heter Cassandra Cain, vänder sig Gotham City upp och ned för att leta efter henne. Harley går samman med Black Canary, Helena Bertinelli och Renee Montoya för att skydda flickan och för att ta ner Sionis.

## Rollista (i urval)
| - Margot Robbie – Harleen Quinzel / Harley Quinn - Mary Elizabeth Winstead – Helena Bertinelli / Huntress - Jurnee Smollett-Bell – Dinah Lance / Black Canary - Rosie Perez – Renee Montoya - Ewan McGregor – Roman Sionis / Black Mask - Chris Messina – Victor Zsasz - Ella Jay Basco – Cassandra Cain - Ali Wong – Ellen Yee - Bojana Novakovic – Erika | - Charlene Amoia – Maria Bertinelli - Steven Williams – Kapten Patrick Erickson - François Chau – Mr. Keo - Matt Willig – Happy |

## Mottagande

### Biljettintäkter
Birds of Prey samlade 84,2 miljoner dollar i USA och Kanada. Filmen samlade 117,7 miljoner dollar i andra territorier, för totalt 201,9 miljoner dollar. Enligt Variety behövde filmen samla 250–300 miljoner dollar världen över för jämvikt.
I USA och Kanada beräknades ursprungligen Birds of Prey att samla 50–55 miljoner dollar från över 4000 teatrar under sin öppningshelg. Men efter att ha gjort 13 miljoner dollar på sin första dag, inklusive 4 miljoner dollar från förhandsvisning på torsdagskvällen, sänktes uppskattningarna och debuterade till 33 miljoner dollar. Den låga starten skylldes på den eventuella bristen av efterfrågan på en solofilm som handlar om karaktären Harley Quinn, samt den förvirrande titeln och demografin för biljettförsäljningen.
På andra territorier förväntades filmen debutera på 60–70 miljoner dollar från 76 länder, för totalt 110–125 miljoner dollar. Filmen samlade 7,8 miljoner dollar efter två dagar i 51 länder och 18,1 miljoner dollar från hela 76 länder efter tre dagar. Den låga öppningen skylldes på liknande publikens tvekan som i USA, liksom coronaviruspandemin i Asien som stängde vissa teatrar.
Yan erkände filmens otillfredsställande biljettintäkter och sade, "Det fanns också [överdrivna] förväntningar på en kvinnlig ledd film, och det jag blev mest besviken på var den idén att det kanske bevisade att vi inte var redo för det ännu. Det var en extra börda som jag, en kvinnlig icke-vit regissör redan hade på mig ändå. Så ja, jag tror att det verkligen fanns olika sätt att tolka filmens framgång eller brist på framgång, och alla har rätt att göra det. Men jag känner definitivt att alla var ganska snabba att hoppa i en viss vinkel."

### Kritiskt svar
På webbplatsen Rotten Tomatoes har filmen ett godkännande på 78% baserat på 402 recensioner, med ett genomsnittligt betyg på 6,74/10. På Metacritic har den ett medelvärde på 60 av 100, baserat på 59 kritikrecensioner, vilket indikerar "blandade eller genomsnittliga recensioner".
John DeFore från The Hollywood Reporter kallade filmen "actionfylld, men mer regelföljande än dess galna huvudperson," och skrev, "Yan hittar gott om möjligheter för spännande scener: Extravagant actionkoreografi gör det bästa av färgglad scen design och osannolika jippon." Owen Gleiberman från Variety sa att filmen var "tunn men livlig" och berömde Robbies prestanda såväl som Yans regisserande. Genom att kalla det "DC:s första bra actionfilm" erbjöd Joshua Rivera från The Verge en blandad recension medan han berömde filmens relation till upplösningar, han skrev "Den maniska energin är allt som håller Birds of Prey tillsammans ibland, och det faktum att alla dess karaktärer verkar trivas i det gör det desto mer nedslående att filmen egentligen inte tar någon tid att lära känna dem bättre."

## Framtid
Margot Robbies Harley Quinn återvände i The Suicide Squad (2021). I april 2021 sa Cathy Yan att hon skulle vara intresserad av att regissera en uppföljare som skulle utforska Harley Quinns förhållande till Poison Ivy. I februari 2021 diskuterade Robbie arbetet med ett annat projekt med Quinn med The Suicide Squad-regissören James Gunn, och både hon och Leslie Grace har uttryckt intresse för en crossover mellan Quinn och Barbara Gordon / Batgirl.